# Zelinkaderidae
Zelinkaderidae là một họ của ngành Kinorhyncha thuộc về lớp Cyclorhagida.
Các chi:
- Triodontoderes Sørensen & Rho, 2009
- Zelinkaderes Higgins, 1990